# Schlacht um Crailsheim
Als Schlacht um Crailsheim werden die Kampfgeschehnisse in und um Crailsheim am Ende des Zweiten Weltkriegs vom 5. bis zum 21. April 1945 bezeichnet.

## Erste Besetzung
Nachdem die Wehrmacht die amerikanische Offensive am Neckar zeitweilig gestoppt hatte, wurde auf Seiten der Amerikaner ein Vorstoß geplant. Panzereinheiten sollten über die alte Kaiserstraße von Bad Mergentheim in Richtung Crailsheim vorrücken und somit die am Neckar stehende Wehrmacht umgehen und sie mit Einkesselung bedrohen.
Wichtig für das weitere Schicksal Crailsheims ist der Kommandeur des XIII. SS-Armeekorps, SS-Gruppenführer Max Simon, der auch für den Frontabschnitt Crailsheim zuständig war. Er wird als einer der „ärgsten nationalsozialistischen Durchhaltegenerale“ bezeichnet.
Am Morgen des 5. April startete die 10. US-Panzerdivision den geplanten Durchbruchversuch und näherte sich am 6. April Crailsheim. Nachmittags gegen 17 Uhr fuhren die amerikanischen Panzer ohne Widerstand in die Stadt hinein. Die Verteidiger waren durch den rasanten Vorstoß überrascht worden, so dass die Panzersperren am Eingang der Stadt zwar geschlossen, jedoch nicht besetzt gewesen waren. Die Fliegerhorstbesatzung und das am Ort befindliche Militär zogen sich nach kleineren Scharmützeln aus der Stadt zurück, der Volkssturm ging nach Hause. Einzelne weiße Fahnen wurden an Häusern vorgefunden, die Amerikaner nahmen die Stadt also fast widerstandslos ein.

## Gegenoffensive
Wäre es bei dieser ersten Besetzung geblieben, so hätte Crailsheim das Kriegsende glücklich überstanden. Jedoch war Crailsheim nicht das eigentliche Ziel des Durchbruchs gewesen, sondern die Umfassungsaktion sollte weiter Richtung Schwäbisch Hall und Backnang fortgeführt werden. Die wenigen noch verfügbaren deutschen Reservestreitkräfte wurden aufgrund der drohenden Einkesselung der Verteidigungslinie Tauber-Neckar am Scheitelpunkt der amerikanischen Offensive konzentriert. Zufällig war dies Crailsheim.
Am 8. April griffen SS-Einheiten aus Ellwangen, zwei Regimenter Gebirgsjäger und eine Nebelwerfer-Brigade die Stadt an, um sie zurückzuerobern. Dabei wurde sie unter Werfer-Feuer genommen. Die Innenstadt wurde schwer getroffen, Brände vernichteten viele Häuser. Am 9. und 10. April griff deutsche Infanterie aus Süden, Osten und Nordosten die in Crailsheim liegende amerikanische Panzereinheit an. Obwohl der US-amerikanische Durchbruchsversuch in Richtung Backnang scheiterte, konnten sich die US-Truppen in Crailsheim zunächst behaupten.
Den deutschen Einheiten gelang es, den Nachschub der Amerikaner entscheidend zu stören, und fortwährende Angriffe auf die Nachschublinie an der Kaiserstraße durch mobile Panzerjagdtruppen machten sogar Luftversorgung nötig. Somit waren die US-Truppen in Crailsheim nun selbst in der Stadt eingekesselt. Crailsheim, in dem noch einmal sehr hart gekämpft worden war, erhielt von den amerikanischen Soldaten später den Spitznamen Little Bastogne, eine Anlehnung an die verbissenen Kämpfe in der belgischen Stadt Bastogne während der Ardennenoffensive 1944. Es griffen auch wiederholt düsengetriebene Jagdbomber des Typs Messerschmitt Me 262 den nun von den Amerikanern genutzten Fliegerhorst mit Bordwaffen und Raketen an.
Schließlich entschlossen sich die amerikanischen Truppen am 11. April zum Rückzug Richtung Bad Mergentheim. Dabei verübten sie zahlreiche Brandstiftungen. Die Feuerwehrgeräte der Stadt waren bis auf eine kleinere Motorspritze vernichtet worden. Trotzdem gelang es, einige der brennenden Häuser zu retten.
Dieser Rückzug der Amerikaner gilt als der einzige größere Misserfolg der Invasionsarmee während ihrer Schlussoffensive gegen Deutschland östlich des Rheins. Dieser „Sieg“ der Wehrmacht und der SS wurde in der an für die NS-Machthaber positiven Nachrichten armen Zeit propagandistisch ausgeschlachtet. Der Wehrmachtbericht erwähnte die Schlacht von Crailsheim, auch Joseph Goebbels schrieb in seinem Tagebuch über den Erfolg – er erwähnte sogar die Rückeroberung einzelner Dörfer.

## Einnahme
Schon ab dem 13. April rückte die amerikanische Front allerdings wieder auf breiter Linie auf Crailsheim zu. Wie fast überall in Dörfern und Städtchen bereitete sich nun auch Crailsheim auf eine Verteidigung vor. Motiviert von der Wiedereroberung wurden in der Stadt 13 Panzersperren errichtet, Panzergräben ausgehoben und an den Volkssturm Panzerfäuste ausgegeben. SS-Gruppenführer Simon ließ Crailsheim inoffiziell zur Festung erklären und ordnete höchstpersönlich die Verteidigung an. Wer wagte, ihm zu widersprechen, hatte mit dem Tod zu rechnen, wie durch ein Vorkommnis deutlich wurde, das sich im nahe gelegenen Dorf Brettheim abspielte. Dort ließ Simon den Bürgermeister Gackstatter, den NSDAP-Ortsgruppenleiter und einen Bauern (die sogenannten Männer von Brettheim) wegen vermeintlichen Verrats hinrichten. Die drei hatten Hitlerjungen, die den amerikanischen Panzern Widerstand leisten wollten, entwaffnet und ihre Panzerfäuste in den Dorfteich geworfen. Als die Amerikaner wieder abzogen, kamen die SS-Truppen aus Schillingsfürst und erhängten auf Befehl Simons die drei Personen an den Friedhofslinden.
So abgeschreckt leistete niemand Widerstand gegen die geplante Verteidigung Crailsheims. Die Amerikaner wussten durch Luftaufklärung von den Vorbereitungen der Verteidigung. Ab dem 16. April wurde die Stadt wiederholt von zahlreichen Jagdbombern angegriffen, die schwere Schäden im Stadtgebiet verursachten. Bereits im Oktober 1944 hatte NS-Kreisleiter Hänle bei der Aushebung des Crailsheimer Volkssturms verkündet, dass „hier […] gekämpft [wird], und wenn in Crailsheim der Krieg gewonnen werden muss“ und der Einsatzleiter der Feuerwehr ließ während der Schlacht verlauten: „Crailsheim [ist] dem Untergang geweiht [, man soll es] brennen lassen.“
Am 20. April lagen erneut US-Truppen vor Crailsheim, nach Bombardements und Artilleriebeschuss versuchten sie die Besatzung von Crailsheim zur Übergabe zu bewegen. Jedoch waren in Crailsheim nur noch etwa 600 Bewohner anwesend, die große Masse der etwa 10.000 Einwohner war in die umliegenden Dörfer geflohen, der Bürgermeister Fröhlich verbarg sich im Schloss von Rechenberg. Derjenige Teil der Bevölkerung, der noch in der Stadt weilte, saß eingeschüchtert in Kellern und hatte Angst vor der SS, die weiterhin in der Stadt war.
Nachdem die Amerikaner in Crailsheim keinen Kontakt für Übergabehandlungen herstellen konnten, setzten sie den Artilleriebeschuss mit Phosphorgranaten fort. Die Verteidiger in der Stadt zogen sich mit Beginn des Beschusses langsam zurück und setzen sich Richtung Ellwangen ab. Der Beschuss der Stadt ging bis in die frühen Morgenstunden des 21. Aprils weiter, gegen Mittag marschierten die US-Soldaten in die Trümmerwüste ein. Noch am Morgen des 21. Aprils verbrannten einige bedeutsame Gebäude der Innenstadt, das Schloss und große Teile der Stadtbefestigung. Niemand in der Stadt unternahm Löschversuche.
Hunderte Menschen, Soldaten wie Zivilisten, Männer, Frauen und Kinder, wurden in den letzten Kriegswochen getötet. Von 1799 Gebäuden in der Stadt wurden 444 total zerstört, 192 schwer, 77 mittelschwer und 439 leicht beschädigt. Innerhalb der alten Stadtmauer betrug der Zerstörungsgrad 95 %. Nur die Johanneskirche in der südlichen Altstadt überlebte den Feuersturm mit einigen umliegenden Gebäuden relativ unbeschadet.